# Zaebos: Book of Angels Volume 11

Zaebos: The Book of Angels volume 11 est un album de John Zorn joué par le groupe Medeski, Martin and Wood, sorti en 2008 sur le label Tzadik. Les compositions sont de John Zorn, les arrangements de Medeski, Martin and Wood.

## Titres
| 1.    | Zagzagel         | 5:24 |
| 2.    | Sefrial          | 4:47 |
| 3.    | Agmatia          | 5:22 |
| 4.    | Rifion           | 4:26 |
| 5.    | Chafriel         | 7:21 |
| 6.    | Ahaij            | 3:40 |
| 7.    | Asaliah          | 4:43 |
| 8.    | Vianuel          | 3:33 |
| 9.    | Jeduthun         | 3:03 |
| 10.   | Malach Ha-Sopher | 6:50 |
| 11.   | Tutrusa'I        | 5:09 |
| 54:18 |                  |      |

## Personnel
- John Medeski – claviers
- Billy Martin – batterie, percussion
- Chris Wood – basses